# Solanum orthacanthum
Solanum orthacanthum är en potatisväxtart som beskrevs av Otto Eugen Schulz. Solanum orthacanthum ingår i släktet skattor som ingår i familjen potatisväxter. Inga underarter finns listade i Catalogue of Life.